# إينار هرتسبرونغ
إينار هرتسبرونغ (بالدنماركية: Ejnar Hertzsprung)‏ هو فلكي دنماركي، ولد في 8 أكتوبر 1873 في فريدركس برج وتوفي في 21 أكتوبر 1967 في روسكليده، كان هرتسبرونغ أصلاً مهندساً كيماوياً وعمل منذ عام 1902 بمرصد كوبنهاغن وفي الفترة من 1909 حتى 1919 بمرصد بوتسدام للفيزياء الفلكة، قام بعد ذلك وحتى عام 1945 بالعمل في مرصد ليدن وأصبح مديره منذ عام 1935، وقد قام هرتسبرونغ بالبحث في الحشود النجمية المفتوحة والنجوم المتغيرة والمزدوجة، وترجع شهرة هرتسبرونغ قبل كل شيء إلى اكتشافه للنجوم العمالقة والاقزام 1905، وذلك خلال دراساته الطيفية الفوتومترية، وقد سمي مخطط هرتسبرونغ وراسل على اسمه واسم هـ.ف.رسل، كما سميت باسمه أيضاً الفجوة المعروفة فجوة هرتسبرونغ.

## روابط خارجية
- إينار هرتسبرونغ على موقع الموسوعة البريطانية (الإنجليزية)
- إينار هرتسبرونغ على موقع إن إن دي بي (الإنجليزية)